# Aimé-Issa Nthépé
Aimé-Issa Nthépé, né le 26 juin 1973 à Douala au Cameroun, est un athlète franco - camerounais . Spécialiste du sprint, il mesure 1,80 m pour 70 kg et est affilié au Racing Club de France, puis au Lagardère Paris Racing depuis 2007. Sélectionné 15 fois en équipe de France A.
Il participe aux championnats du monde 1995 de Göteborg et aux Jeux d'Atlanta en 1996 avec le relais 4 × 100 m camerounais, avec lequel il est médaillé de bronze aux Championnats d'Afrique d'athlétisme 1996 à Yaoundé.
Il a remporté la Coupe d'Europe des nations d'athlétisme dans l'épreuve individuelle du 100 mètres en 2002 et a été 2e en 2003.
Lors des championnats du monde 2003 de Paris, il est éliminé en quart-finale du 100 m dans un temps de 10 s 25, finissant 4e de son quart.
Sur le relais 4 × 100 m, il a également été 2e de la Coupe d'Europe en 2007 avec un temps de 38 secondes 40.
Ses records personnels sont:
- 50 m en salle 	5 s 79+ 	 	 4 	NC	Aubière 2 mars 2003
- 60 m en salle 	6 s 67 	 	 4 	NC	Liévin 20 février 2000
- 100 m    1 	10 s 11 	 	0.0 	1r1 	Bordeaux 12 juin 2002
- 200 m        	20 s 58 	 	1.3 	2rA 	NC	Saint-Étienne 14 juillet 2002

## Palmarès
- 1999 : CF 100 m- CM :ab. séries 4 × 100 m
- 2000 : CE salle : série 60 m
- 2002 : CE salle : 1/2 finale 60 m ; CF : 100 m et 200 m- ; CE : 6e 100 m et 5e 4 × 100 m
- 2003 : CF 100 m et 200 m- CM : 1/2 finale 4 × 100 m, 1/4 finale 100 m et 200 m
- 2004 : CF 100 m- JO : série 4 × 100 m
- 2006 : CF Élite : 4 × 100 m TC (1. Ind) ; Coupe du monde : 4 × 100 m (Finale) 7. 39"67